# Punta Puerto
La punta Puerto (54°09′S 36°44′O / -54.150, -36.733) es una punta interior de la bahía Stromness que separa a las bahías donde se asentaron las estaciones balleneras de puerto Leith y de puerto Stromness, en la costa nordeste de la isla San Pedro, del archipiélago de las Georgias del Sur.
Esta punta despide cachiyuyos y profundidades menores de 18 m hasta unos 200 m de distancia. Además, hacia el sudeste se encuentra la isla Pasto.